# 科尔莫尔
科尔莫尔是德国石勒苏益格－荷尔斯泰因州的一个市镇。总面积3.34平方公里，总人口33人，其中男性15人，女性18人（2011年12月31日），人口密度10人/平方公里。